# Swing Kids (película de 2018)
Swing Kids (hangul: 스윙키즈, romanización revisada: Seuwingkijeu) es un drama musical surcoreano de 2018 dirigido por Kang Hyeong-cheol y basado en el musical coreano Roh Ki-soo. La película está protagonizada por Do Kyung-soo, Park Hye-su, Jared Grimes, Oh Jung-se y Kim Min-ho. La película fue lanzada el 19 de diciembre de 2018.
Swing Kids fue proyectada en la primera edición del PyeongChang International Peace Film Festival (PIPFF) el 18 de agosto de 2019.

## Argumento
La historia tiene lugar en el campo de concentración de Geoje durante la guerra de Corea en 1951. Ro Ki-soo (Do Kyung-soo), un soldado rebelde norcoreano, se enamora del claqué después de conocer a Jackson (Jared Grimes), un oficial de Broadway. Roh Ki-soo se une al grupo de danza de Jackson junto a Kang Byung-sam (Oh Jung-se), que baila con el viento con la esperanza de encontrar a su esposa, Xiao Pang (Kim Min-Ho), un soldado chino que nació con talento para la danza pero no puede bailar por más de un minuto debido a una angina, y Yang Pan-rae (Park Hye-su) que hace dinero a través de la danza.

## Reparto

### Principal
- Do Kyung-soo como Roh Ki-soo.[9]
- Park Hye-su como Yang Pal-lae.
- Jared Grimes como Jackson.
- Oh Jung-se como Kang Byung-sam.
- Kim Min-Ho como Xiao Pang.

### Otros
- Ross Kettle como el Comandante Roberts.
- A.J. Simmons como Jamie.
- Song Jae-ryong como Sam Sik.
- Lee Kyu-sung como Man-cheol.[10]
- Lee David como Kwang-gook.
- Lee Yool-rim como Hwang Ki-dong.
- Kim Dong-geon como Ro Gi-jin.
- Park Jin-joo como Linda.
- Joo Hae-eun como Mae-hwa.
- Park Hyung-soo como un intérprete.[11]
- Lee Dong-yong como Black marketeer.
- Choi Eun-kyung como Nancy.
- Lee Rang-seo como Stacy.
- Lim Seo-yeong como Candy.
- Kim Eun-joo como Wendy.
- Park Ji-eun como Barbara.
- Oh Kyeong-hwa como Julia.

### Cameo
- Kim Min-jae como la voz de doblaje de Ro Gi-jin.

## Producción
El director Kang Hyeong-cheol es conocido por las películas Scandal Makers, Sunny, y Swing Kids marca su regreso a la pantalla tras tres años de haber dirigido  Tazza: The Hidden Card.
- La grabación comenzño el 18 de octubre de  2017[1] y terminó el 20 de febrero de 2018 en Anseong, Gyeongg, Corea del Sur.[12]

## Lanzamiento
Swing Kids fue lanzada en 23 países incluyendo Estados Unidos, Canadá, Australia, Singapur, Malasia, Japón e Indonesia. La película fue lanzada en Hong Kong y Macao en enero de 2019.
El estreno VIP de Swing Kids se llevó a cabo el 6 de diciembre.

### Promoción
El 12 de noviembre de 2018, el director y el reparto principal de Swing Kids llevaron a cabo una conferencia de prensa donde hablaron de la película y respondieron a preguntas de los periodistas. El mismo día, un show de la película se llevó a cabo, donde Do Kyung-soo, Park Hye-su y Oh Jung-se bailaron claqué con otros profesionales del baile, y luego hablaron de la película junto al director Kang Hyeong-cheol. El 26 de noviembre, el director y el reparto asistieron a una charla sobre la película para V Live.
El 4 de diciembre, el reparto y el director asistieron a un evento sobre la película. El 17 de diciembre, el reparto y los creadores asistieron a una "Chewing Chat" en la Lotte Cinema World Tower, y llevaron a cabo otros eventos. El 18 de diciembre, Do Kyung-soo, Park Hye-su y Oh Jung-se fueron al programa de radio Cultwo Show donde hablaron de la película, y luego organizaron un evento en CGV Yongsan I-Park Mall.

## Recepción

### Críticas
La película recibió críticas mixtas. La película fue alabada por el diseño y la elección de música, con criticismo dirigido hacia la duración y la estructura de la misma. Guy Lodge de Variety, escribió sobre la película: "Parece que la película pasa en una misma escena, muchas veces solapada con efectos incómodos".
La película quedó en tercer lugar por Pierce Conran de Modern Korean Cinema en el Top 15 de Películas Coreanas de 2018.

### Taquilla
Antes de su lanzamiento, Swing Kids quedó primera en preventa, con 70.256 espectadores y 21.6% de reserva. La película quedó segunda en los cines en el top de películas coreanas, desde su lanzamiento. El 25 de diciembre, Swing Kids comenzó su venta de asientos y quedó primera, adelantando a Aquaman y The Drug King por 32% y 56% respectivamente. On December 27, Swing Kids attracted more than 1 million viewers.
En Estados Unidos hizo $222.001, en Corea del Sur $10,672,098, en Australia $17,141, y en Nueva Zelanda $2,157.

## Premios y nominaciones
| Año  | Premio                                                         | Categoría                         | Recipiente           | Resultado | Ref.   |
| ---- | -------------------------------------------------------------- | --------------------------------- | -------------------- | --------- | ------ |
| 2018 | 19.º Premios Golden Trailer                                    | Mejor Tráiler Navideño Extranjero | Swing Kids           | Ganadora  | [ 29 ] |
| 2019 | 55.os Premios Baeksang Arts                                    | Mejor director                    | Kim Hyeong-cheol     | Ganadora  | [ 30 ] |
| 2019 | 55.os Premios Baeksang Arts                                    | Best New Actor                    | Kim Min-ho           | Nominada  | [ 30 ] |
| 2019 | 55.os Premios Baeksang Arts                                    | Technical Award                   | Kim Jun-seok (Músca) | Nominada  | [ 30 ] |
| 2019 | 39.º Premios de la Asociación de Críticos de Películas Coreana | Mejor banda sonora                | Kim Jun-seok         | Ganadora  | [ 31 ] |